# Pierre Waidmann
Pierre Waidmann (Remiremont, 19 agosto 1860 – Neuilly-sur-Seine, 26 ottobre 1937) è stato un pittore e scultore francese.
Fu un pittore paesaggista e anche fotografo.

## Biografia
Pierre Waidmann, nato in una famiglia benestante e sensibile alle arti, si trasferì dalla natia Lorena a Parigi verso la fine degli anni 1870 (e cioè meno che ventenne) per seguire i corsi di Ferdinand Humbert e di François-Louis Français. Dieci anni dopo fu allievo anche di Alfred Roll e di Henri Gervex. Nel 1890 prese la residenza a Parigi, al 66 di rue de Lisbonne, ma tornava comunque regolarmente a Remiremont e si fermava di frequente nella casa di suo nonno, il collezionista Charles Friry (1802-1881) dove dipinse numerosi paesaggi della regione dei Vosgi.

In quella dimora storica del XVIII secolo, che era la sua casa natale, Waidmann realizzò le decorazioni interne (specialmente intarsi e sovrapporte) di numerose stanze. Nel 1884, circa, vi installò persino il suo atelier. Morì nel 1937 a Neuilly-sur-Seine, a 77 anni.
Nel 2011, i due musei di Remiremont, il Museo Charles de Bruyères e il Museo Charles-Friry, gli hanno dedicato una retrospettiva, raggruppando un centinaio di suoi lavori, fra cui sessanta dipinti, delle ceramiche, delle terrecotte e delle rilegature.

## Alcune opere
- Dans le jardin, 1886
- Au bord de la Moselle, environs de Remiremont, 1887
- Un pré dans les Vosges
- La Moselle, 1888
- Première neige dans les Vosges
- La Vallée de Saint-Amé, 1889
- Ruisseau dans les Vosges, 1890
- Soleil de Mars
- Eau courante dans les Vosges
- Mortagne dans les Vosges
- La Moselle, 1894
- Le Trou de Roisgneux, 1896

## Galleria d'immagini

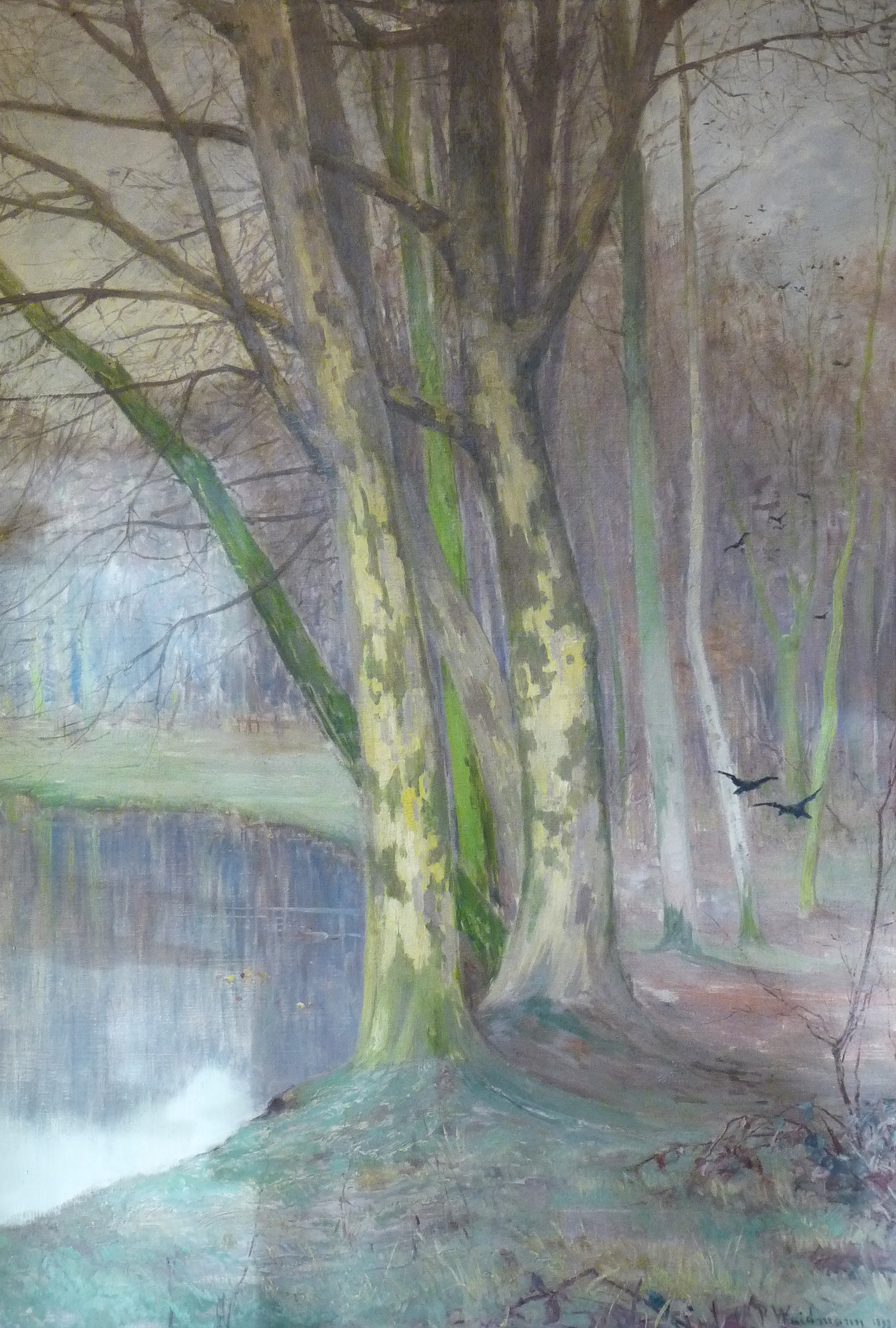
Platani (1893)
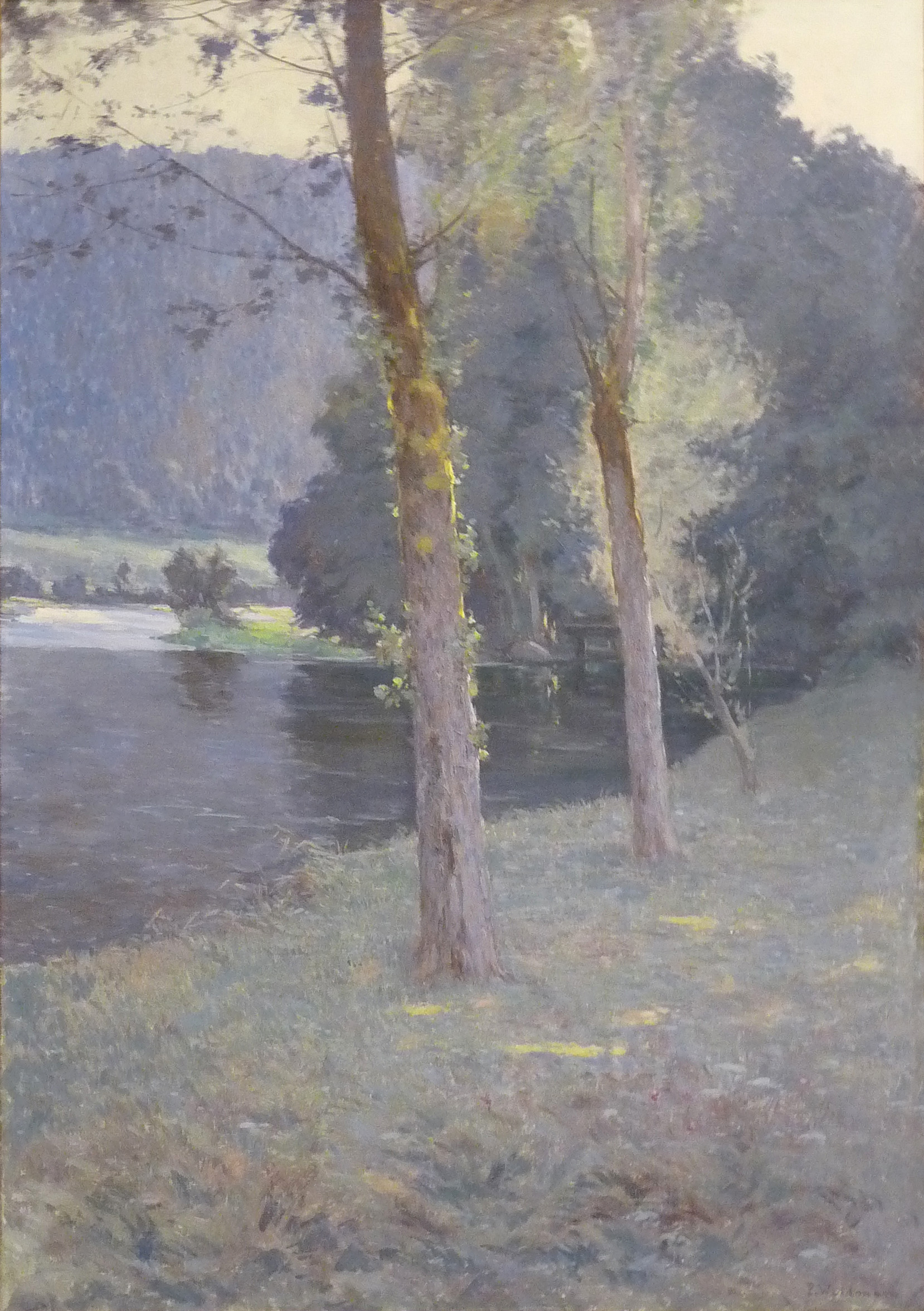
Sul bordo dell'acqua (1892)
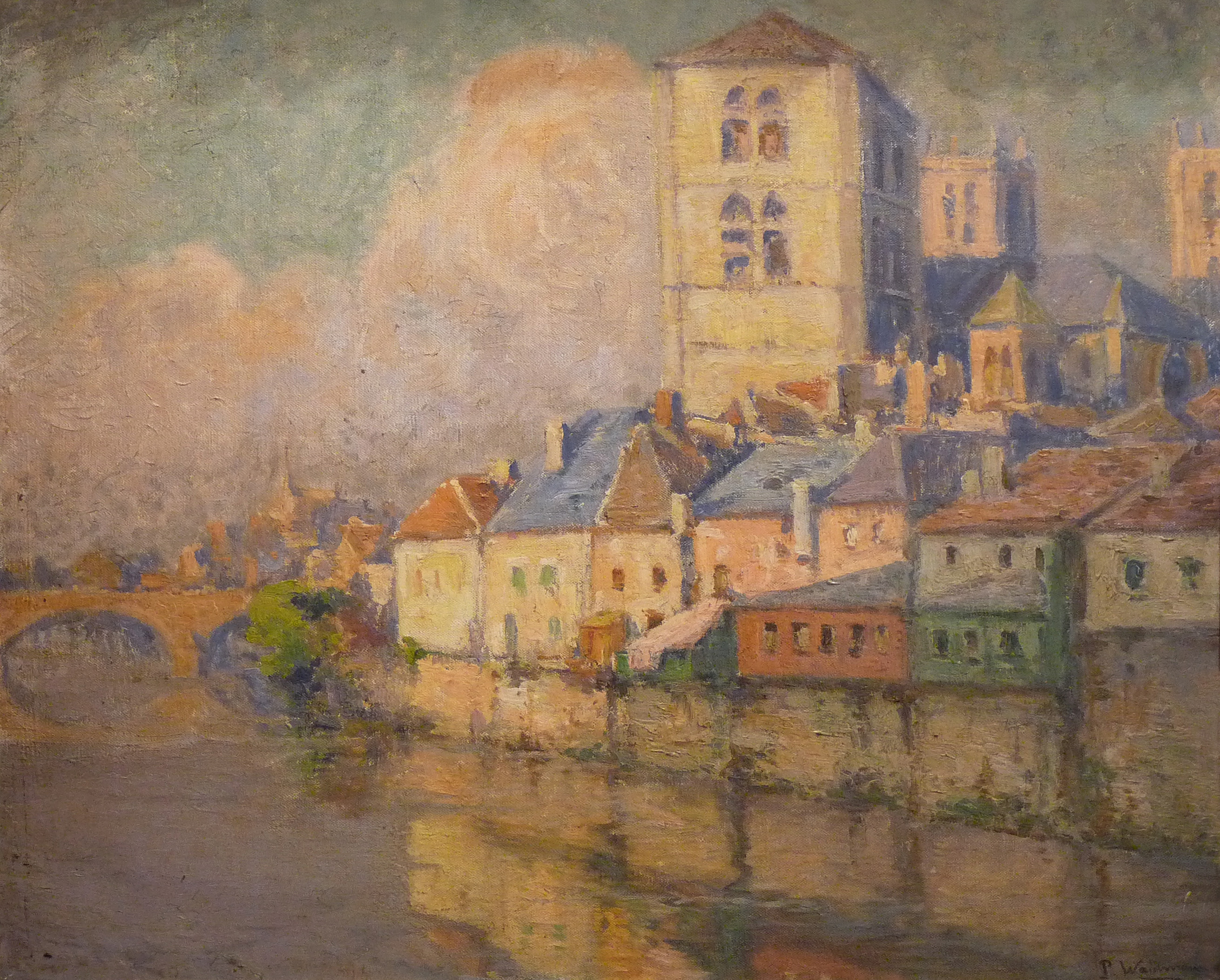
Huy (1906)
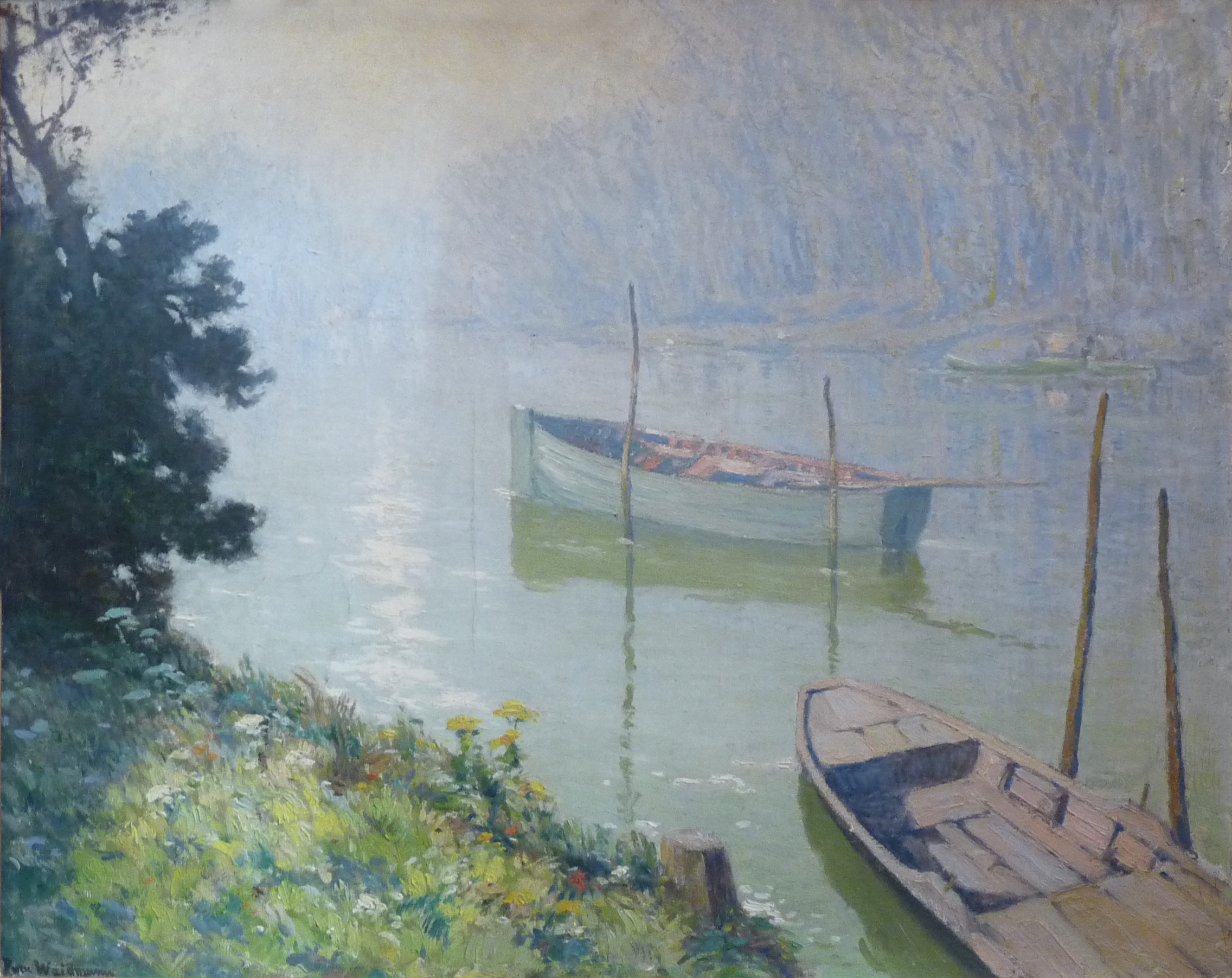
Primavera (1909)
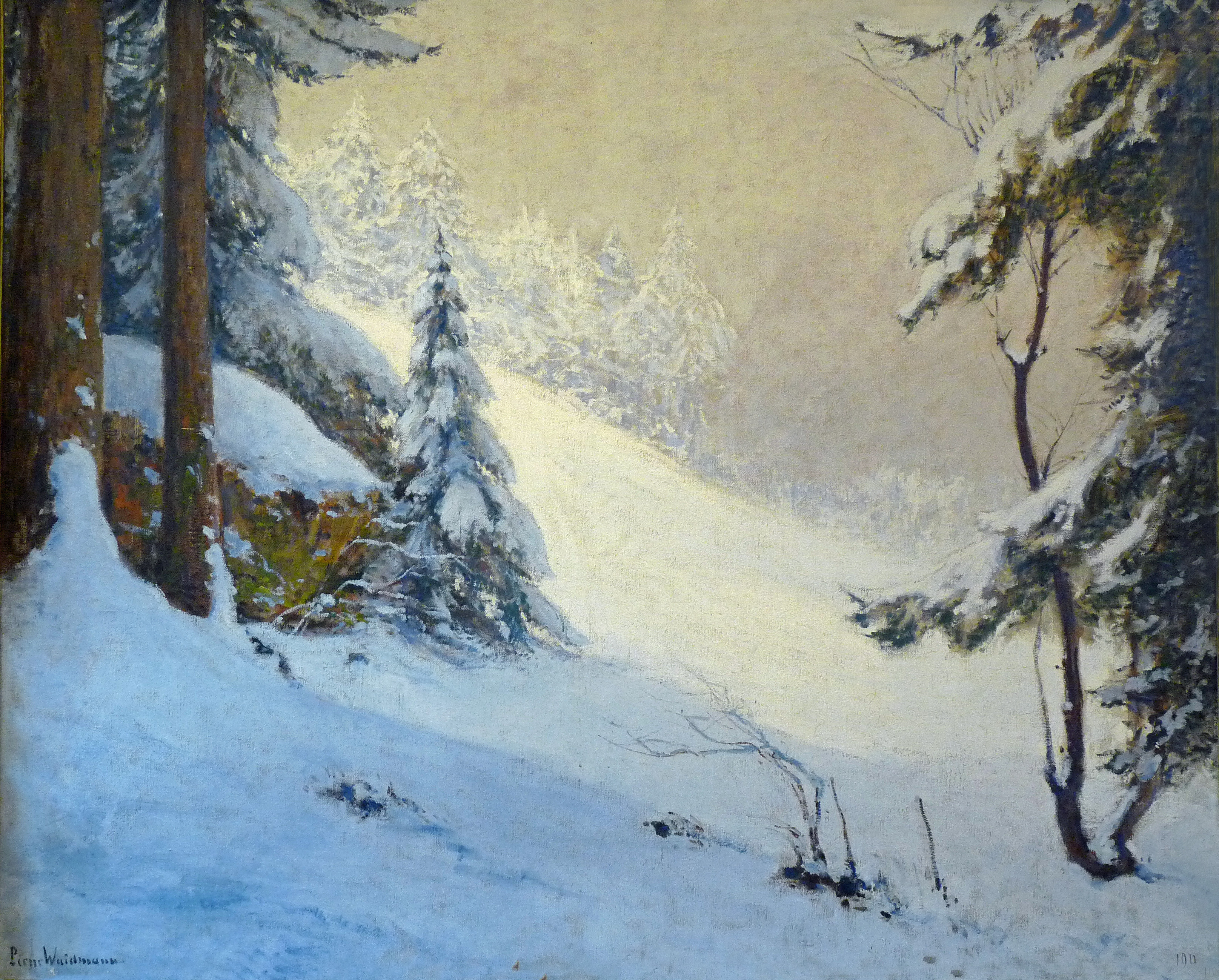
Effetto di neve (1911)